# Потике, Альфред
Франсуа Габриэль Альфред Потике (фр. François Gabriel Alfred Potiquet; 4 декабря 1820, Маньи-ан-Вексен — 9 апреля 1883, Ножан-л’Арто) — французский чиновник, филателист и краевед, составитель и владелец первого в мире иллюстрированного каталога почтовых марок.

## Вклад в филателию
Альфред Потике составил свой каталог на основе печатного списка почтовых марок и цельных вещей страсбургского книготорговца Оскара Берже-Левро. Фактически именно этот печатный список считают первым в мире каталогом почтовых марок, хотя он не был предназначен для опубликования. Потике добавил в свой труд много выпусков почтовых марок, которые были пропущены Оскаром Берже-Левро, и исправил его ошибки.
Каталог Потике был опубликован в декабре 1861 года в Париже под названием: «Catalogue des timbres-poste crées dans les divers états du globe» («Каталог почтовых марок, каковые существуют в различных государствах земного шара»). Он содержал уже 1080 почтовых марок и 132 цельные вещи. Этот значительно улучшенный каталог почтовых марок всё же не избежал ошибок. Например, в нём отсутствовали сведения о почтовых марках, которые ещё не были известны в то время, таких как первые почтовые марки Маврикия. Экземпляр первого издания каталога 1861 года хранится в Королевском филателистическом обществе в Лондоне.

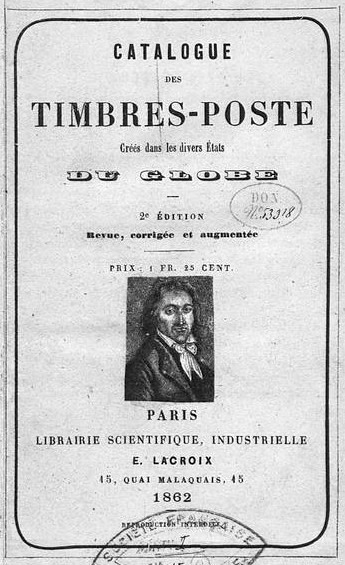
Обложка второго издания каталога

Помимо упомянутых каталогов почтовых марок Оскара Берже-Левро и Альфреда Потике, в Англии независимо и примерно в то же время появился аналогичный труд Джона Эдуарда Грея.